# Riccardo Rovatti
Riccardo Rovatti (Modena, 22 novembre 1954) è un doppiatore italiano.

## Carriera
Svolge la sua attività di doppiatore principalmente negli studi di Milano; è conosciuto soprattutto per i suoi doppiaggi nei cartoni animati, in particolar modo Majin Bu di Dragon Ball, il professor Oak di Pokémon, Franky di One Piece, l'ispettore Megure di Detective Conan e Sheldon J. Plankton di SpongeBob. Ha lavorato anche al doppiaggio dei videogiochi e agli audiolibri.

## Doppiaggio

### Film
- Willie Nelson in Brivido biondo
- Don Backy in Cani arrabbiati
- Dennis Farina in Eddie - Un'allenatrice fuori di testa
- John Joyce in The Calcium Kid
- Mackenzie Gray in The Hitcher II - Ti stavo aspettando...
- Jon Simanton in Turbo Power Rangers - Il film
- Gary Basaraba ne Un poliziotto a 4 zampe 3
- Brian Doyle-Murray in Dennis colpisce ancora
- Manuel Morón in 7 años
- John Posey in  Legendary
- Dominique Pinon ne Lo straordinario viaggio di T.S. Spivet
- John Larroquette in Beethoven 5
- Norman Lovett in Evil Aliens
- Larry Fine in Biancaneve e i tre compari (ridoppiaggio del 2012)

### Film d'animazione
- Juzo Megure in Detective Conan - Fino alla fine del tempo, Detective Conan - L'asso di picche, Detective Conan - L'ultimo mago del secolo, Detective Conan - Solo nei suoi occhi, Detective Conan - Trappola di cristallo, Detective Conan - Il fantasma di Baker Street, Detective Conan - La mappa del mistero, Detective Conan - Il mago del cielo d'argento, Detective Conan - La strategia degli abissi, Detective Conan - Requiem per un detective, Detective Conan - L'isola mortale, Detective Conan - La musica della paura, Detective Conan - ...e le stelle stanno a guardare, Detective Conan - L'undicesimo attaccante, Lupin Terzo vs Detective Conan, Lupin III vs Detective Conan, Detective Conan: Episode "One" - Il detective rimpicciolito
- Franky in One Piece - Il miracolo dei ciliegi in fiore, One Piece - Avventura sulle isole volanti, One Piece 3D - L'inseguimento di Cappello di Paglia, One Piece Film: Z, One Piece Gold - Il film, One Piece Stampede - Il film, One Piece Film: Red
- Professor Oak in Pokémon 2 - La forza di uno, Pokémon 3 - L'incantesimo degli Unown, Pokémon 4Ever, Il film Pokémon - Scelgo te!
- Sheldon J. Plankton in SpongeBob - Il film, SpongeBob - Fuori dall'acqua, Spongebob - Amici in fuga, Saving Bikini Bottom, Plankton - Il film
- Isao Aniya in Jin-Roh - Uomini e lupi
- Jack in Scooby-Doo e il fantasma della strega
- Yak in Balto - Il mistero del lupo
- Sig. Buzz in I nove cani di Babbo Natale
- Sindaco in La grande impresa dell'ispettore Gadget
- Sonderburg in Impy e il mistero dell'isola magica
- Terzo Tsuchikage Oonoki in The Last: Naruto the Movie
- Marco Brock in Il professor Layton e l'eterna Diva
- Boo Jack in One Piece - Avventura all'Isola Spirale
- Generale Hot Dog in One Piece - Il tesoro del re
- Kerojii in One Piece - L'isola segreta del barone Omatsuri
- Mayuri Kurotsuchi in Bleach: Memories of Nobody
- Jagen in Fire Emblem
- Tanji Washijo in Haikyu!! Battaglia all'ultimo rifiuto
- Philippe Cheynet in Barbie e il cavallo leggendario
- Re Nereus in Barbie - La principessa delle perle
- Nano Sciamano in Goblin Slayer The Movie: Goblin's Crown

### Serie televisive
- Andy Umberger in Buffy l'ammazzavampiri
- David V. Muro in Una vita
- Colin Blackwell in Piccoli brividi
- Venjix in Power Rangers RPM
- Trevor Cooper e altre voci in Vikings[2]
- C.S. Lee in Cobra Kai

### Serie animate
- Majin Bu in Dragon Ball Z, Dragon Ball GT, Dragon Ball Super
- Professor Oak nelle serie dei Pokémon
- Padre di Max in Beyblade, Beyblade V-force, Beyblade G-Revolution
- Ispettore Megure in Detective Conan, Magic Kaito 1412
- Dupont e Dupond nelle Avventure di Tintin
- Yohmei Asakura in Shaman King
- Sheldon J. Plankton in SpongeBob
- Zabo in Blue Dragon
- Fatman in Grandi uomini per grandi idee
- Padre di Sandrino in Evviva Sandrino![senza fonte]
- Fukasaku, ninja del villaggio della nuvola e Oonoki (ep. 349+) in Naruto Shippuden
- Franky, Gaimon, Genzo, Orangutan, Nelson e Genbo in One Piece
- Jack in Power Stone
- Professor Inukai in Yui - Ragazza virtuale
- Mister Mistero in Fancy Lala
- King Dedede in Kirby
- Tsuruten Tsun e capo della polizia in Dr. Slump (2º doppiaggio, serie 1980/86)
- Alexander in Magica Doremì
- Hocus in PopPixie
- Bobasa in Yu-Gi-Oh!
- Jean-Luis Bonaparte in Yu-Gi-Oh! GX
- Tenzen Yanagi in Yu-Gi-Oh! 5D's
- Maestro Roku in Yu-Gi-Oh! Zexal
- Walter C. Dornez in Hellsing Ultimate
- Goldwin in Inazuma Eleven GO
- Ragang Gyr in Inazuma Eleven GO Galaxy
- Zio Nobi in Doraemon
- Todd Iannuzzi in Beavis and Butt-head
- Hugh Neutron in Le avventure di Jimmy Neutron
- Jason Blood Etrigan in Batman: The Brave and the Bold
- Ultra Magnus in Transformers Animated
- Signor Circonferenza in Pac-Man e le avventure mostruose
- Piggley Winks anziano in Le avventure di Piggley Winks
- Mr. Mucklehoney in I Rugrats (Junior TV)
- Nonno Fame in Yo-kai Watch
- Mr. Black in Johnny Test
- Signor Vitali in Remy la bambina senza famiglia
- Nereus ne Gli Abissi
- Waldo Schaeffer/Franz Hopper in Code Lyoko
- Rocco Belfeban in Fate/Apocrypha
- Jumba Jookiba in Stitch!
- Sorahiko Torino in My Hero Academia
- Ronaldo Rump in Biker Mice from Mars
- Shigekuni Yamamoto-Genryūsai in Bleach[3]
- Residente (Episodio 1) e Soichiro Hague in Fire Force
- Weasy in Giust'in Tempo
- Mister Dorian in Baki
- Parpatra Ogrion in Overlord
- Hirotoshi Buratsuta in Blue Lock
- Principe Hata in Gintama (ep.50+)
- Juste Belmont in Castlevania: Nocturne
- Doram Bulmund in That Time I Got Reincarnated as a Slime
- Saizo in Lamù e i casinisti planetari - Urusei yatsura
- Sansone in Le Avventure di Gatto Evaristo

### Videogiochi
- Max in Sam & Max Hit the Road (1993)
- Curiosone, Esattore delle tasse, Allibratore, Capo degli adepti, Boosok che si ammazza di lavoro, Prof. Girapalla, Presidente dei Moralisti e voce narrante in Woodruff and the Schnibble of Azimuth (1994)[4]
- Cronista #1 in The Dig (1995)[5]
- Adrian Ripburger in Full Throttle (1995)[6]
- Narratore in Raging Blades
- Personaggi vari in Star Wars: Obi-Wan
- Fode e Beed, personaggi vari in Star Wars: Episodio I - La minaccia fantasma
- Mendicante, Banditore e Guardia del cancello #2 in Dragon Lore II: Il cuore del dragone (1996)[7]
- Murray il Teschio demoniaco in La maledizione di Monkey Island (1997)[8]
- Garcelos, Gimbas, Jomar, Guardie di Creon e Cittadini di Atlantide in Atlantis: Segreti d'un mondo perduto (1997)[9]
- Speaker in Dungeon Keeper (1997)[10]
- Orologo in Egypt 1156 a.C.: l'enigma della tomba reale (1997)[11]
- Andross, Generale Pepper in Lylat Wars (1997)
- Ercole in Herc's Adventures (1997)[12]
- Organizzatore di eventi del personaggio principale in Steep
- Comando in Tom Clancy's Rainbow Six 3: Raven Shield
- Il sergente in Vietcong
- Ispettore Grosky in Il professor Layton e l'eredità degli Aslant
- Murray in Sly Raccoon, Sly 2: La banda dei ladri, Sly 3: L'onore dei ladri, Sly Cooper: Ladri nel Tempo
- Sir Raleigh in Sly Raccoon
- Mapo Ma e Gran Consigliere Yu in Cina - Crimini nella Città Proibita (1998)[13]
- Don Copal e Chowchilla Charlie in Grim Fandango (1998)[14]
- Vicepresidente Aslik in Oddworld: Abe's Exoddus (1998)[15]
- Voce guida in Theme Park World (1999)
- Chacoatl in Aztec: Maledizione nel cuore della città d'oro (1999)[16]
- Todd Von Essenbeck e Arcangelo Gabriele in Faust - I 7 giochi dell'anime (1999)[17]
- Meryre e Mercante #3 in Egypt II: La Profezia di Heliopolis (2000)[18]
- Direttore della banca, Pietro Nasodilegno e Murray in Fuga da Monkey Island (2000)[19]
- Robert Marvin Jordan e dottor Russell Murchison in Alfred Hitchcock: The Final Cut (2001)[20]
- Feodor e Wupuchim in Runaway: A Road Adventure (2001)
- Andrew Frosty Harrison e generale Vassili Rykov in Aliens versus Predator 2 (2001)[21]
- Drago, Paser, Mummia e Governatore in Egypt Kids (2001)[22]
- Capo e Sergente Johnson in Halo: Combat Evolved (2001)[23]
- John e Procuratore in Jekyll & Hide (2001)[24]
- Razoff e Art Rytus in Rayman 3: Hoodlum Havoc (2001)[25]
- Don Ennio Salieri in Mafia: The City of Lost Heaven (2002)[26]
- Capo-stazione di Barrockstadt in Syberia (2002)[27]
- Boss Cass e Woodgewoos in Ty la tigre della Tasmania (2002)[28]
- Presidente Drek in Ratchet & Clank (2002)[29]
- Ufficiali Goblin, Enoill Calpale, Guardie umane e Alotar re dei Goblin in Arx Fatalis (2002)[30]
- Jurgen Wulf in BloodRayne (2002)[31]
- Aiuto da casa in Chi vuol essere milionario? - Seconda edizione (2002)[32]
- Capitano Blake in La Cosa (2002)[33]
- Guduattr, Pavonius, Suavis, Vard e Gorix in Imperivm: La guerra gallica (2002)[34]
- Soldato al centro di addestramento in The Terminator: Dawn of Fate (2002)
- Judge Dredd in Judge Dredd: Dredd vs Death (2003)[35]
- Tenrai, Sekiya Naotada e Zennosuke Otou in Tenchu: Wrath of Heaven (2003)[36]
- Grant Muller, Daniel Rennes, Anton Gris ed erborista in Tomb Raider: The Angel of Darkness (2003)[37]
- Capo Thug-4-less in Ratchet & Clank: Fuoco a volontà (2003)[38]
- Dottor Nefarious Tropy in Crash Nitro Kart (2003)[39]
- Agente Smith, Agente speciale Moldor, Kenneth Brody, Poliziotti e Gangsters in Chicago 1930 (2003)[40]
- Capo degli Annibali in Chrome (2003)[41]
- Jarmen Kell e Soldato RPG in Command & Conquer: Generals (2003)[42]
- Lawrence Quinn in Il gatto e il cappello matto (2003)[43]
- Thorin Scudodiquercia in Lo Hobbit (2003)[44]
- Mezza-Vita in Hulk (2003)[45]
- Durthatch, Senatore Anteros, Senatore Catone, Equite, Guerriero con mazza e Nobile in Imperivm: Le guerre puniche (2003)[46]
- Cadence e Yin Yang in Destruction Derby Arenas (2004)
- Colonnello Gregor Hakha in Killzone (2004),[47] Killzone: Liberation (2006)[48]
- Dottor Nefarious in Ratchet & Clank 3 (2004)[49]
- Riccone e Anziano Magnus in Spyro: A Hero's Tail (2004)[50]
- Parmenione in Alexander (2004)[51]
- Cosmo in Atlantis Evolution (2004)[52]
- Tutti i Personaggi in Conan (2004)[53]
- Dottor Nefarious Tropy in Crash Twinsanity (2004)[54]
- Marcus Stanton, Andrew Chin, Tony Bates, E. Grafton, K. Lee-Creel e Voci di sottofondo in Doom 3 (2004)[55]
- Tobias Jones in Driv3r (2004)[56]
- Pamose, Artigiano, Khaemouaset e Nano in Egypt III - Il destino di Ramses (2004)[57]
- Bullseye e personaggi minori ne Il Punitore (2004)[58]
- Mack Gati in Shadow Ops: Red Mercury (2004)[59]
- La Mente Suprema in Halo 2 (2004)[60]
- Dottor Winston Cray in Area 51 (2005)[61]
- Dottor Nefarious in Ratchet: Gladiator (2005)[62]
- Adrian Toomes in Ultimate Spider-Man (2005)[63]
- Sheldon J. Plankton in SpongeBob - Il film (2005)[64]
- Sheldon J. Plankton in SpongeBob SquarePants: La creatura del Krusty Krab (2005)[65]
- Arthur Kingman in Act of War: Direct Action (2005)[66]
- Giudice Lawrence Wargrave e Owen/Archibald Morris in Agatha Christie: E non ne rimase nessuno (2005)[67]
- Capo dei Lakota in Age of Empires III: Age of Discovery (2005)[68]
- Asterix in Asterix & Obelix XXL 2: Mission Las Vegum (2005)[69]
- Capo ispettore Rang in Le avventure di Lupin III: Il tesoro del Re Stregone (2005)[70]
- Feldmarschall Manstein in Axis & Allies (2005)[71]
- Jim Gordon in Batman Begins (2005)[72]
- Signore dei Giapponesi #1 in Black & White 2 (2005)[73]
- Sam Corrion e Robert G. Cole in Brothers in Arms: Road to Hill 30 (2005)[74]
- Sam Corrion e Robert G. Cole in Brothers in Arms: Earned in Blood (2005)[75]
- Dottor Kelnek e Senatore in E.R. - Medici in prima linea (2005)[76]
- Marco Aurelio, Senatore Publio, Cornelio Flavio, Druidi, Gladiatori, Sacerdoti, Guerriero con mazza, Nonile e Guardiano del Nilo in Imperivm: Le grandi battaglie di Roma (2005)[77]
- Voce Narrante in La fabbrica di cioccolato (2005)[78]
- Gethyn in Fable - The Lost Chapters (2005)[79]
- Narratore in MediEvil Resurrection (2005)[15]
- Pilota, Norton Mapes, Aldus Bishop, Soldati Replica e Sicurezza ATC in F.E.A.R. (2005)[80]
- Garfield in Garfield - Salvate Arlene (2005)[81]
- Il Re in Stronghold 2 (2005)
- Alastor "Malocchio" Moody in Harry Potter e il Calice di Fuoco (2005)[82]
- Wally Krunkleburger in The Movies (2005)
- Vecchio Veggente in Prince of Persia: I due troni (2005)
- Generale Ross in The Incredible Hulk: Ultimate Destruction (2005)[83]
- Serge in Boog & Elliot a caccia di amici (2006)[84]
- Luca Brasi e Philip Tattaglia ne Il Padrino (2006)[85]
- Sir Leigh Teabing in Il codice da Vinci (2006)[86]
- Sceicco Al-Khalifa e personaggi minori in Hitman: Blood Money (2006)[87]
- Volter e Il Macchinista in The Legend of Spyro: A New Beginning (2006)[88]
- Consigliere per sanità e religione, Falegname e Vetraio in Caesar IV (2006)[89]
- Reverendo Ray McCall e Acqua Tranquilla in Call of Juarez (2006)[90]
- Aurelio Crasso in CivCity: Rome (2006)[91]
- Osmos in Daxter (2006)[92]
- Morgenstern e Goodman in Desperados 2: Cooper's Revenge (2006)[93]
- Consigliere Kynos in Dungeon Siege II (2006)[94]
- Norton Mapes e Replicanti in F.E.A.R. Extraction Point (2006)[80]
- RAAM in Gears of War (2006)[95] e Gears 5 (2019)[96]
- Markal e Capo dei contadini in Heroes of Might and Magic V (2006)[97]
- Peach Wilkins in BioShock (2007)[98]
- Volter e Aedo in The Legend of Spyro: The Eternal Night (2007)[99]
- Doc in Crazy Machines 2 (2007)[100]
- Layton T. Montgomery e Istruttore #3 in Bee Movie Game (2007)[101]
- Al Mualim in Assassin's Creed (2007)[102]
- Asterix in Asterix alle olimpiadi (2007)[103]
- Georgius, Istaros e Spirito Kyradiano in Avencast: Rise of the Mage (2007)[104]
- Wiglaf in La leggenda di Beowulf: Il videogioco (2007)[105]
- Colonnello Jackie, Ubriaco, Jim e Voce Narrante in Diabolik: The Original Sin (2007)[106]
- La Mente Suprema in Halo 3 (2007)[107]
- Cittadini in Imperivm: Civitas (2007)[108]
- Shelly in Kane & Lynch: Dead Men (2007)[109]
- Gov. Radford, Sid Wilson e Ag. Lee Baueb in 24: The Game (2008)[110]
- Dottor Nefarious in Ratchet & Clank: Alla ricerca del tesoro (2008)[111]
- Volter, Aedo e Mason in The Legend of Spyro: L'alba del drago (2008)[112]
- Joel Tatum in Art of Murder - FBI: La crudele arte dell'omicidio (2008)[113]
- Sam Corrion in Brothers in Arms: Hell's Highway (2008)[114]
- Alexander Conklin in Robert Ludlum's The Bourne Conspiracy (2008)[115]
- Tore Kawlata, Ispettore Granc, Commerciante, Cardinale in Chronicles of Mystery - Il rituale dello scorpione (2008)[116]
- Feldmaresciallo Robert Bingham e Albert Einstein in Command & Conquer: Red Alert 3 (2008)[117]
- Cardinale Briganti e Iordan Mitiu in Dracula 3: Il sentiero del drago (2008)[118]
- Allen Murray in Fable II (2008)[119]
- RAAM in Gears of War 2 (2008)[120]
- Signor Gopesh e Alto Sacerdote in Jack Keane: Al riscatto dell'Impero britannico (2008)[121]
- Colonnello Mael Radec in Killzone 2 (2009),[122] PlayStation All-Stars Battle Royale (2012)
- Archie Tan e Sudao in Indiana Jones e il bastone dei re (2009)[123]
- Karl Schäfer in Uncharted 2: Il covo dei ladri (2009)[124]
- Professor Warren Vidic in Assassin's Creed II (2009)[125]
- Dottor Nefarious in Ratchet & Clank: A spasso nel tempo (2009)[126]
- Spirito di Amadeus Arkham in Batman: Arkham Asylum (2009)[127]
- Bill il mago in Eat Lead: The Return of Matt Hazard (2009)[128]
- Dottore in EyePet (2009)[129]
- Il Sindaco Jock Mulligan in Ghostbusters: Il videogioco (2009)[130]
- Duca Skyheed e Tym in Jak and Daxter: Una sfida senza confini (2009)[131]
- Primo ministro del Regno Unito in Sherlock Holmes e il Re dei Ladri (riedizione del 2010 di Sherlock Holmes versus Arsène Lupin)[132]
- Rock Flanagan in BioShock 2 (2010)[133]
- Charles Kramer in Heavy Rain (2010)[134]
- Poseidone in God of War III (2010)[135]
- Luca Gurino in Mafia II (2010)[136]
- Poseidone in God of War: Ghost of Sparta (2010)[137]
- Paul Randolph in Alan Wake (2010)[138]
- Professor Abraham Van Helsing in Dracula: Origin (2010)[139]
- Sabine in Fable III (2010)[140]
- Poeta del dolore e Edgar Kajdanovski in Hollywood Monsters 2 (2011)[141]
- Dottor Nefarious in Ratchet & Clank: Tutti per Uno (2011)[142]
- Jervis Tetch/il Cappellaio Matto in Batman: Arkham City (2011)[143]
- Al Mualim in Assassin's Creed: Revelations (2011)[144]
- Doc Oliver in Bulletstorm (2011)[145]
- Arnim Zola in Captain America: Il super soldato (2011)[146]
- Professor Warren Vidic in Assassin's Creed III (2012)[147]
- Dottor Nefarious (Ratchet & Clank), Murray (Sly Raccoon) e Colonnello Mael Radec (Killzone) in  PlayStation All-Stars Battle Royale (2012)[148]
- Sciamano maschio in Diablo III (2012)[149]
- Salvatore DeLuca in Call of Duty: Black Ops II (2012)
- Sheldon J. Plankton in SpongeBob: La vendetta robotica di Plankton (2013)[150]
- Cornelius Slat e Wilbur Sykes in BioShock Infinite (2013)[151]
- Zik in Sonic Lost World (2013)[152]
- Jervis Tetch/il Cappellaio Matto in Batman: Arkham Origins (2013)[153]
- Warren Vidic in Assassin's Creed IV: Black Flag (2013)[154]
- Professor Warren Vidic in Assassin's Creed: Rogue (2014)[155]
- Ash in Alien: Isolation (2014)[156]
- Generale Marcourt in Assassin's Creed: Unity (2014)[157]
- Sciamano in Diablo III: Reaper of Souls (2014)[149]
- Custode del bosco e Profeta Velen in Hearthstone (2014)[158]
- Hazan in Dying Light (2015)[159]
- Jervis Tetch/il Cappellaio Matto in Batman: Arkham Knight (2015)[160]
- Djura in Bloodborne (2015)[161]
- Dottor Yousef Salim in Call of Duty: Black Ops III (2015)[162]
- Mr. Handy, Codsworth, il Pastore Clements e Percy in Fallout 4 (2015)[163]
- Nazeebo in Heroes of the Storm (2015)[164]
- Voce narrante del DedSec in Watch Dogs 2 (2016)
- Marad in Horizon Zero Dawn (2017)[165]
- Poseidone in Assassin's Creed: Odyssey (2018)
- Vulgrim in Darksiders III (2018)[166]
- Fl4k Beastmaster in Borderlands 3 (2019)[167]
- Cyclist in Dreams (2020)[168]
- Saint Urbain in Demon's Souls (2020)
- Garry il Profeta in Cyberpunk 2077 (2020)[169]
- Sheldon J. Plankton in SpongeBob SquarePants: Battle for Bikini Bottom - Rehydrated (2020)[170]
- Grigori Stan in Resident Evil Village (2021)[171]
- Randolph Hodson in The Dark Pictures: House of Ashes (2021)[172]
- Guardia di Sescheron e Lysander in Diablo II: Resurrected (2021)[173]
- Guardia Dughall e nobile consacrato #1 in Diablo IV (2023)[174]
- Mort in Bluey: il videogioco (2023)[175]
- Townsend Harris in Rise of the Rōnin (2024)[176]
- Sorin e Maestro di Renga in Assassin's Creed Shadows (2025)[177]
- Arkantos in Age of Mythology
- Irving Lambert e personaggi minori in Tom Clancy's Splinter Cell: Chaos Theory e Tom Clancy's Splinter Cell: Double Agent
- Vorador e Janos Audron in Legacy of Kain: Soul Reaver 2, Blood Omen 2
- Re Leonida in Spartan: Total Warrior
- Comando in Call of Duty 4: Modern Warfare
- Lormar in Guild Wars: Prophecies
- Unità manovali in The Settlers: L'Eredità dei Re
- Ivan Bourgoff in Syberia II
- Karl Fairburne in Sniper Elite
- La voce del servizio di intelligence e il capitano Soban in Homeworld 2
- Mangiamorte in Harry Potter e i Doni della Morte - Parte 1
- Keller in Half-Life: Decay
- Cavaliere a piedi in Robin Hood: La leggenda di Sherwood
- Guardie Krimzi in Jak II: Renegade
- Ispettore Grosky ne Il professor Layton e l'eredità degli Aslant
- Narratore ne Il Professor Layton vs. Phoenix Wright: Ace Attorney
- Vice Marion Dumby in LEGO City Undercover: The Chase Begins e LEGO City Undercover
- Dehaka in StarCraft II
- Barone Northcrest in Thief
- Vel'Koz in League of Legends
- Threatpack in Skylanders: Trap Team
- Scienziato pazzo in Buzz Junior: Monster Mania

## Filmografia
- Scappa Valentina, mediometraggio, regia di Michelangelo Frammartino (2001)

### Pubblicità televisive e altro
- Kellogs, Miel Pops, Parodontax, Loacker ed altre. Annunci Trenitalia delle stazioni sarde.